# ديفيد مارتي (لاعب اتحاد الرغبي)
ديفيد مارتي (بالفرنسية: David Marty)‏ هو لاعب اتحاد الرغبي فرنسي، ولد في 30 أكتوبر 1982 في بيربينيا في فرنسا.

## وصلات خارجية
- ديفيد مارتي عل موقع إسبنسكروم (الإنجليزية)
- ديفيد مارتي على موقع ItsRugby.co.uk (الإنجليزية)